# Red Market

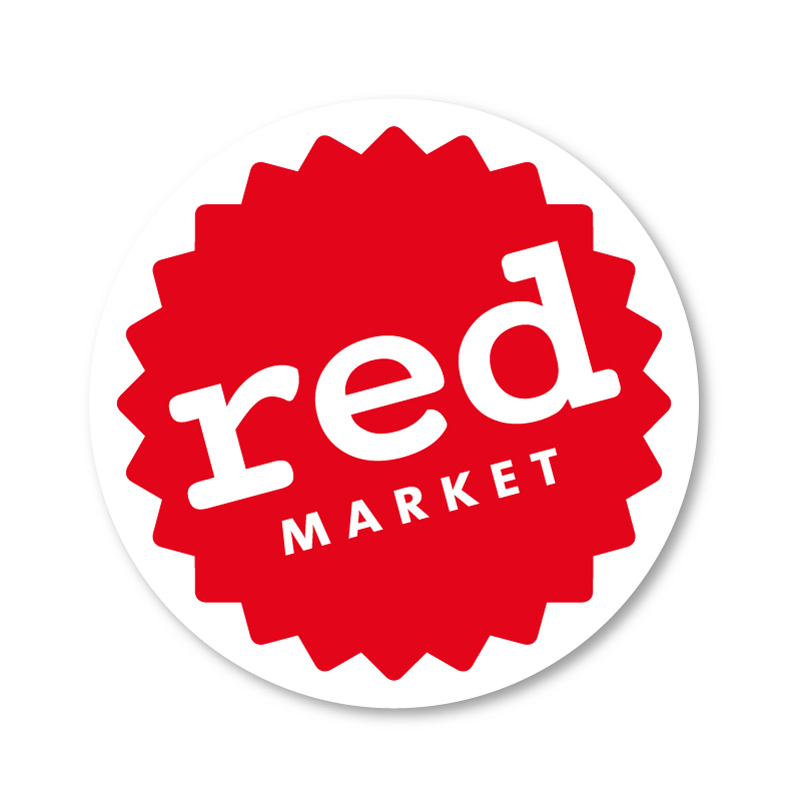
Logo van Red Market

Red Market was een Belgische keten van discountwinkels die tot de Ahold Delhaize behoorde. In 2016 zette Delhaize de discountformule Red Market stop.
De keten telde in 2015 13 winkels waarvan drie in het Vlaams Gewest (Gent, Opwijk en Tielt-Winge) en tien in het Waals Gewest (Andenne, Couillet, Fontaine-l'Évêque, Gembloers, Gosselies, Jemeppe-sur-Meuse, Jemeppe-sur-Sambre, Moeskroen, Quaregnon en Verviers.
De eerste winkel werd in 2009 geopend in Gembloux. Daarmee zette de Delhaize Groep voor een tweede keer de stap naar de discountformule. Voorheen telde de groep 45 Dial-winkels maar deze keten werd in 1998 opgedoekt.

## Winkelconcept
Red Market is het antwoord van de Delhaize Groep op de sterke opkomst van de discountketens Aldi en Lidl. De laagste prijs en een eenvoudig, sober maar toch volledig basisaanbod zijn de belangrijkste elementen van het winkelconcept. Red Market is wel zeven dagen op zeven open en heeft ruime openingstijden.
De winkelketen voerde ook enkele nieuwigheden in. Aan de ingang dient elke klant een mobiel scantoestel te nemen waarmee hij tijdens de rondgang in de winkel alle producten scant die hij in zijn winkelwagen legt. Aan de kassa is er maar één wachtrij, bovendien mogen alle artikelen in de winkelwagen blijven en dienen ze dus niet op een band gelegd te worden. De klant overhandigt de scanner aan de kassamedewerker die steekproefsgewijs nagaat of alle artikelen (juist) werden gescand. De doorlooptijd aan de kassa is daardoor korter.

## Toekomst
De toekomst van Red Market was lange tijd onzeker. Met dertien winkels had de winkelketen een zeer beperkte verspreiding en bovendien kwamen er de laatste jaren geen nieuwe vestigingen meer bij. Red Market was daarenboven zwaar verlieslatend. De jaarrekening van Smart Food Shopping, eigenaar van Red Market, gaf voor 2013 een verlies van 9,4 miljoen euro op een omzet van 61,8 miljoen euro. In 2012 bedroeg het verlies 8 miljoen euro, in 2011 5,9 en in 2010 5 miljoen euro.
Op 8 november 2016 maakte warenhuisketen Delhaize bekend het Red market-concept stop te zetten en de winkels om te vormen tot AD- of Proxy Delhaizes.